# ناپانا دیسانگامدا
ناپانا دیسانگامدا (به لاتین: Napana Disaneggammedda) یک منطقهٔ مسکونی در سری‌لانکا است که در استان مرکزی (سری‌لانکا) واقع شده‌است.